# 'Ndrangheta in provincia di Cosenza

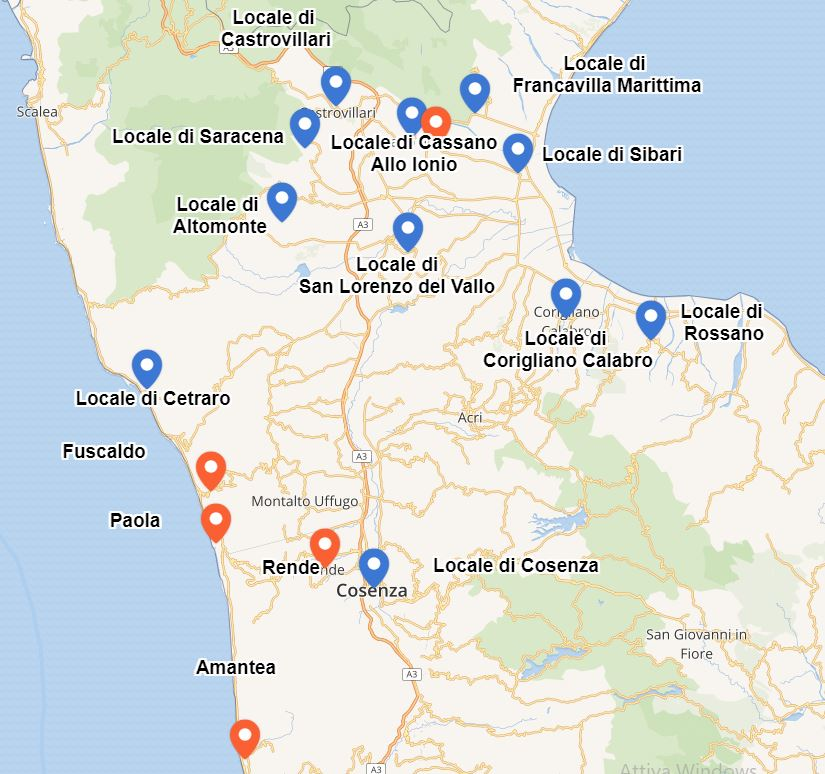
'ndrangheta in Provincia di Cosenza (2017)

La 'ndrangheta in provincia di Cosenza è un fenomeno che nasce negli anni settanta con il riconoscimento della "locale bastarda" da parte delle famiglie storiche calabresi. La presenza della 'ndrangheta nel territorio cosentino viene riconosciuta per la prima volta dal giudice Elvira Tamburelli nel 1997 durante il processo "Garden" e confermata definitivamente dalla Corte di Cassazione il 3 luglio 2000. Le famiglie cosentine hanno subito storicamente l'influenza dei Farao-Marincola di Cirò e attualmente degli Arena di Isola Capo Rizzuto e dei Grande Aracri di Cutro.
Oggi le principali famiglie del capoluogo sono i Lanzino, i Ruà, i Perna-Pranno, i Bruni e i Cicero.
A Cetraro dominano i Muto, a San Lucido i Calvano e i Serpa a Paola. A Cassano allo Ionio, negli anni novanta è emersa la famiglia Abbruzzese o "clan degli zingari", un gruppo di etnia rom inserito a pieno titolo nell'organizzazione e costituente una 'ndrina a tutti gli effetti.
I clan hanno propaggini anche all'estero; in particolare, i clan della sibaritide in Germania a Francoforte sul Meno, Müllheim e in Baviera in cui sono dediti al riciclaggio di denaro e al traffico di droga. Hanno inoltre, ancora per il narcotraffico, forti contatti con le organizzazioni criminali albanesi residenti nell'area di Cassano allo Ionio e in contatto con l'Albania.
Alcune famiglie cosentine avrebbero inoltre relazioni con la città spagnola di Algeciras, in Andalusia per il traffico di cocaina proveniente dal Sud America. Infine, sembrerebbe ci siano contatti con elementi criminali della repubblica slovacca per un traffico di armi ed esplosivi secondo l'operazione Azymuth.

## Struttura
Nel cosentino la 'ndrangheta, come nel resto della regione è suddivisa in Crimini, locali e 'ndrine.
Il pentito Mario Pranno sin dagli anni settanta riferisce che le doti presenti tra i Perna-Pranno erano quelle comuni al resto della 'ndrangheta: picciotto, camorrista, sgarrista, santista, vangelo, crimine, diritto e medaglione. Nonché registrava la presenza del contrasto onorato.
Il pentito Angelo Santolla parla anche di quanto ricevette la dote di "camorra di sangue" nel 1981 e descriveva la sua "copiata": Franco Perna come caposocietà, Carlo Rotundo come contabile e Domenico Cicero come favorevole, ed anche come sfavorevole Mario Baratta.
Il pentito Antonio Di Dieco, ex boss di Castrovillari riferisce negli anni 2000 di nuove regole per la copiata per chi ha la dote di Vangelo in su, ovvero si fa riferimento a esponenti, definiti "carichi" uguali per tutta l'Italia. Il carico della Ionica (da Cirò fino a tutta la provincia reggina) che fa capo al carcere di Locri, il carico di Reggio Calabria che fa capo al carcere dello Stretto e il carico del Tirreno (Da Vibo Valentia in giù) che fa capo al carcere di Palmi.
Per il Pasquale Tripodoro la copiata delle doti della società minore fanno riferimento al luogo di appartenenza per la società maggiore si fa riferimento al Crimine di Polsi.

### Elenco locali e il crimine di Cirò
Come afferma il pentito, da più di 20 anni, Pasquale Tripodoro, della 'ndrangheta di Rossano, nell'operazione Rinascita-Scott del 2019 che i locali di Rossano, Corigliano (con a capo i Carelli) e Cirò (con a capo i Farao-Marincola), furono riconosciuti dal Crimine di Polsi all'inizio degli anni '90 per sua diretta richiesta. Per il riconoscimento in cambio Polsi richiede una percentuale sui proventi criminali.
- Locale di Cosenza
- Locale di Altomonte (Magliari)
- Locale di Cassano allo Ionio (Abbruzzese, Pepe-Faillace)[8]
- Locale di Castrovillari[8]
- Locale di Cetraro[9]
- Locale di Corigliano (Carelli)[8].
- Locale di Francavilla Marittima (Portoraro)[8]
- Locale di Rossano (Acri-Manzi-Morfò)[8]
- Locale di San Lorenzo al Vallo (Bommentre)[8]
- Locale di Saracena (Blotta)[8]
- Locale di Sibari (Forastefano)

Tre locali di 'ndrangheta compongono un crimine: per quelli di Cassano, Cosenza e Cetraro il crimine di riferimento è Cirò.

### Elenco 'ndrine
L'elenco di 'ndrine presenti sul territorio secondo la Direzione Investigativa Antimafia:
- Abbruzzese-Bevilacqua di Cassano allo Ionio, Lauropoli e Corigliano Calabro[11]
- Acri-Morfo (Area ionico cosentina fino Scanzano Ionico)[11]
- Africano-Gentile-Besaldo di Amantea[11][12]
- Besaldo
- Bruni-Foggetti
- Carelli di Corigliano Calabro
- Chirillo di Paterno Calabro, Rogliano e Piano lago[12]
- Critelli di Cariati[13]
- Di Dieco di Castrovillari[12]
- Di Puppo di Rende[12]
- Forastefano-Portoraro-Faillace di Cassano allo Ionio
- Galluzzi-Acri-Morfò di Rossano e Piana di Sibari
- Gentile-Besaldo
- Lanzino-Patitucci di Cosenza[11][12]
- Martello-Ditto-Scofano-Tundis di Fuscaldo[11][12]
- Muto di Cetraro (da Praia a Mare a Diamante)
- Perna-Lanzino-Cicero-Patitucci di Cosenza[11]
- Rango-Zingari[11]
- Recchia-Imperi (ex Di Dieco) di Castrovillari
- Serpa di Paola[11]
- Valente-Stummo (Scalea), vicini ai Muto[11]

## Storia

### Anni '70

#### Le origini
Negli anni '70 nella criminalità cosentina emerge la figura di Luigi Palermo detto "U zorru", dedito al contrabbando di sigarette, favoreggiamento della prostituzione e varie estorsioni commesse in tali anni.

#### La faida di Cosenza
Il 14 dicembre 1977 viene ucciso Luigi Palermo da due killer di Franco Pino, suo luogotenente. Scoppierà una faida decennale.
Da quel momento la banda di Palermo si divide in due fazioni, il gruppo di Pino detto Pino-Sena e il gruppo dei Perna-Pranno-Vitelli con a capo Franco Perna. 
Secondo il pentito Roberto Pagano allora le regole 'ndranghetistiche impedivano lo sfruttamento della prostituzione che elementi della banda di Palermo perpetravano e ciò impediva la costituzione di un vero e proprio locale di 'ndrangheta.
Tra le due fazioni nascerà una guerra: con i Perna si allearono gli Africano di Amantea e i Serpa di Paola, con i Pino-Sena invece i Muto di Cetraro, i Basile-Calvano di San Lucido e i Cirillo.
Nel novembre 1978 viene ucciso l'edicolante Francesco Paone.
Nell'ottobre del 1979 viene ucciso a Rose Gildo Perri, imprenditore vicino ai Pino.

### Anni '80

#### La faida continua
A gennaio del 1981 viene ucciso Alfredo Morelli, uno dei sicari di Palermo, mentre ad aprile viene colpito per sbaglio Pasquale Barone, durante un agguato a Giuseppe Irillo e Fiore Bevilacqua, affiliati dei Pino. 
Il 23 dicembre 1981 vengono uccisi ad Amantea, in via Dogana: Francesco Africano, vero obiettivo, Emanuele Osso e Domenico Petrungaro. 
Il 28 maggio, viene ucciso il fratello di Luigi Palermo: Antonio Palermo. 
Il 28 luglio 1982, scompare per lupara bianca Pompeo Panaro, consigliere comunale di Paola. 
Nel 1982 un'operazione delle forze dell'ordine arresta 67 persone presunte affiliate alle due fazioni. 
Nel 1982 viene ucciso l'avvocato penalista Silvio Sesti, che difendeva legalmente esponenti di entrambe le fazioni. 
Gli omicidi continuano: l'eliminazione di Mariano Muglia il 28 gennaio 1983, ex capo-mandamento dei Perna nella città vecchia e sempre in quell'anno Maurizio Valder. 
Nel marzo del 1986 vengono uccisi a Falconara Albanese Marcello Gigliotti e Francesco Lenti dei Pino che avevano ucciso un anno prima per futili motivi Francesco Salerni e Francesco Palmieri. Gigliotti fu freddato con un paio di colpi di fucile da Gianfranco Ruà, mentre Lenti venne decapitato con un'ascia da Demetrio Amendola.
Solo alla fine degli anni ottanta fu fatta pace fra le due fazioni.

### Anni '90

#### L'operazione Garden: la scoperta mediatica della 'ndrangheta a Cosenza
Il 10 ottobre 1994 si conclude l'operazione Garden che porta all'arresto di 116 persone nella provincia di Cosenza.

### Anni 2000
Nel 2005 si pente la prima donna della provincia di Cosenza: Annatonia Bevilacqua.

#### I processi Lupi - Twister - Tamburo - Azymuth
Il processo Lupi assolve gli imputati non essendoci alcun nesso tra 'ndrangheta e mondo calcistico locale.
Il processo Twister che farà luce sui prestiti privati a Cosenza, si conclude con 20 condanne e 17 assoluzioni. A seguito delle confessione di un consulente finanziario verranno arrestate altre 40 persone di cui, l'11 marzo 2008 la corte d'appello di Catanzaro ne condannerà 28 che verranno confermate in cassazione nel 2011.
Il 3 aprile 2007 nel processo Tamburo viene confermata l'esistenza di infiltrazione delle cosche negli appalti dell'ammodernamento dell'autostrada Salerno-Reggio Calabria, di cui la sentenza definitiva il 27 febbraio 2013.
Il Tribunale di Paola infine nel 2006 nel processo Azymuth confermerà l'esistenza giudiziaria della 'ndrina dei Muto che pratica usura ed estorsione sul territorio di Cetraro.

### 2010 - Operazione Telesis: Viene decapitato il clan Bruni
Il 13 dicembre 2010 viene decapitata la roccaforte creata da Michele Bruni negli anni con l'arresto di 49 persone tra fratelli, cugini e affiliati, il boss Michele Bruni era stato scarcerato il giorno prima, ma la sorpresa della DDA è alle porte. Con lui vengono arrestati i fedelissimi Andrea suo fratello, Ernesto Foggetti che negli anni precedenti, era al comando del clan con la moglie del boss vista l'assenza del capo clan Michele, del fratello Luca e Fabio e dei fedelissimi di vecchi data tutti detenuti. Si conclude per tutti con pesanti condanne il 27.11.2014.

#### 2013 - Le operazioni Plinius e Missing
Nel 2013 l'operazione Plinius ha contrastato la cosca Muto, nonché 5 assessori e il sindaco di Scalea. Con l'operazione Drugstore, conclusa il 30 ottobre 2013 si è contrastato il sodalizio degli Abbruzzese e dei Forastefano dediti al narcotraffico.

#### 2014 - L'omicidio di Nicola Campilongo
L'ultima relazione semestrale della Direzione Investigativa Antimafia (I semestre 2014) segnala per la provincia di Cosenza, il tragico avvenimento, che ebbe anche eco nazionale, del ritrovamento di 3 cadaveri tra cui un bimbo di tre anni, carbonizzati in un'autovettura. L'obiettivo sarebbe stato il nonno, Giuseppe Iannicelli, per motivi di droga, le indagini sono ancora in corso.

#### 2016 - Gli arresti di Rende
Il 23 marzo 2016 si conclude l'operazione della procura di Catanzaro che porta agli arresti domiciliari Sandro Principe, ex sottosegretario al Lavoro del Governo Amato e Ciampi, ex consigliere regionale della Calabria e ex sindaco di Rende, l'ex consigliere regionale Rosario Mirabelli, l'ex sindaco di Rende Umberto Bernaudo, e l'ex consigliere provinciale Pietro Ruffolo per voto di scambio e corruzione. 
Sarebbero accusati di aver chiesto voti alla cosca Lanzino-Patitucci ed in particolare di Ettore Lanzino.

#### 2017 - Lo scioglimento di Cassano allo Ionio
Il 22 novembre 2017 viene sciolto il comune di Cassano allo Ionio.

#### 2018 - L'influenza dei Farao a Mandatoriccio e San Giovanni in Fiore
Il 9 gennaio 2018 si conclude l'operazione Stige porta all'arresto di 170 presunti affiliati o sodali dei Farao-Marincola e dei Giglio nel crotonese e nel cosentino tra cui i presidenti dei consigli comunali di Mandatoriccio e San Giovanni in Fiore. L'8 giugno 2018 viene arrestato Carmine Greco, ex sottosegretario dell'ex ministro dell'ambiente Corrado Clini e maresciallo dei carabinieri accusato di associazione mafiosa e di favorire gli imprenditori Spadafora vicino alle cosche di Cirò in cambio si sarebbe fatto aiutare dalla criminalità per creare prove in un'indagine su una dirigente di Calabria Verde, società della Regione Calabria.
Il 6 giugno 2018 viene ucciso nella marina di Villapiana, nella Sibaritide Leonardo Portoraro.

#### 2019 - I Rango e i Lanzino-Patitucci nel carcere di Cosenza
Grazie ai collaboratori Alfonso Foggetti e Mattia Pulicanò si è scoperto che due agenti corrotti avrebbero fornito ad esponenti dei Rango-Zingari e i Lanzino-Patitucci in carcere telefoni cellulari, droga e messaggi.

### Anni 2020

#### 2020 - Operazione Valle dell'Esaro e Reset - l'arresto di Greco
Il 2 febbraio 2023 viene arrestato a Saint-Étienne Edgardo Greco, latitante dal 2006, accusato del duplice omicidio di Stefano e Giuseppe Bartolomeo avvenuto a Cosenza il 5 gennaio 1991 in seno alla faida cosentina tra i Pino-Sena e Perna-Pranno. Il latitante vi risiedeva dal 2014 e lavorava come pizzaiolo.

## Comuni sciolti
- Amantea (luglio 2008) DPR annullato, (2020)
- Cassano allo Ionio (novembre 2017[36])
- Corigliano Calabro (2011)
- Scalea (2014)
- Rende (CS) - (2023)[47]